# .htm
『.htm』（エイチティエム）は、吉田仁美のオリジナルアルバム。2014年5月28日に日本コロムビアから発売された。ジャケットは吉田の周囲に張り巡らされている音符が最終的に歌になるデジタルチックな内容になっている。
タイトル決定に際しては『そらのおとしもの』にあやかって空をイメージしたものなど様々な案が挙げられたが、結局拡張子を意味する.htmと自身の名前を掛け合わせた「.htm」に決まったという。

## 各曲概説
- 1曲目「KI-ZU-NA〜遥かなる者へ」は、吉田とイズミカワソラによるユニット「ヒトミソラ」のシングル曲であり、テレビアニメ『我が家のお稲荷さま。』のオープニングテーマ。
- 2曲目「奇跡〜I believe in you〜」は、「KI-ZU-NA〜遥かなる者へ」のカップリング曲であり、テレビアニメ『我が家のお稲荷さま。』の挿入歌。
- 3曲目「Ring My Bell（Main Vocal Hitomi）」は、吉田とイカロス（早見沙織）によるユニット「blue drops」の1stシングル曲であり、テレビアニメ『そらのおとしもの』のオープニングテーマ。
- 4曲目「そばにいられるだけで（Main Vocal Hitomi）」は、「Ring My Bell」のカップリング曲であり、テレビアニメ『そらのおとしもの』のエンディングテーマ。
- 6曲目「ハートの確率（Main Vocal Hitomi）」は、blue dropsの2ndシングル曲であり、テレビアニメ『そらのおとしものf』のオープニングテーマ。
- 7曲目「帰るから（Piano Version）」は、「ハートの確率」のカップリング曲であり、テレビアニメ『そらのおとしものf』のエンディングテーマ。
- 8曲目「SECOND（Main Vocal Hitomi）」は、blue dropsの3rdシングル曲であり、アニメ映画『劇場版 そらのおとしもの 時計じかけの哀女神』のオープニングテーマ
- 9曲目「そらとまぼろし（Main Vocal Hitomi）」は、「SECOND」のカップリング曲であり、アニメ映画『劇場版 そらのおとしもの 時計じかけの哀女神』のエンディングテーマ。イカロスの心情とファンへのメッセージが合わさっているという[3]。
- 10曲目「ERASE（Main Vocal Hitomi）」は、blue dropsの楽曲。
- 11曲目「always smiling〜そらのおとしもの〜（Main Vocal Hitomi）」は、blue dropsの楽曲であり、アニメ映画『そらのおとしものFinal 永遠の私の鳥籠』の主題歌。「そらとまぼろし」同様イカロスの心情とファンへのメッセージが合わさった曲。『永遠の私の鳥籠』の関連アルバムである『そらのおとしもの 〜エターナル・イカロス〜そらのおとしものFinal 永遠の私の鳥籠』は、2014年4月23日に既に発売されているが、本作に収録するためにあえてこちらには入れなかった[3]。
- 12曲目「未来ヒコーキ」は、テレビ東京系『ファイテンション☆テレビ』の挿入歌で、歌詞には小学校の各教科にちなんだフレーズが盛り込まれている。当初子供向け楽曲の選曲には消極的であったが、当曲自体が過去を振り返るため結局入れたという[3]。
- 13曲目「君と空の下」は、2011年11月26日に表参道グランドで開催された「Hitomi Yoshida First Live“Hello smile day”」[5]のために制作された応援歌的な曲[3]。
- 14曲目「エクレア」は、失恋をテーマとしたかわいい曲[3]。
- 15曲目「スペクトル」は、挫折から立ち上がるきっかけをくれたファンへの感謝を歌っている[3]。
- 16曲目「Birthday Song for YOU」は、自身のモバイルサイトで会員向けに配信されていた誕生月限定の楽曲5曲をメドレーにした曲[3]。

## 収録内容
| #         | タイトル                                                                                | 作詞               | 作曲               | 編曲                    | 時間  |
| --------- | --------------------------------------------------------------------------------------- | ------------------ | ------------------ | ----------------------- | ----- |
| 1.        | 「KI-ZU-NA〜遥かなる者へ」(歌：ヒトミソラ)                                              | 松井五郎           | 大川茂伸           | 藤田淳平                | 4:05  |
| 2.        | 「奇跡〜I believe in you〜」(歌：ヒトミソラ)                                            | イズミカワソラ     | イズミカワソラ     | イズミカワソラ、 山崎燿 | 4:45  |
| 3.        | 「Ring My Bell（Main Vocal Hitomi）」(歌：blue drops［吉田仁美、イカロス（早見沙織）］) | 岩里祐穂           | 橋本由香利         | 橋本由香利              | 4:21  |
| 4.        | 「そばにいられるだけで（Main Vocal Hitomi）」(歌：blue drops)                           | 三浦誠司           | 糀谷拓土           | 水谷広実                | 3:53  |
| 5.        | 「fallen down（Hitomi Version）」                                                       | 水無月すう         | マルヤマテツオ     | マルヤマテツオ          | 4:01  |
| 6.        | 「ハートの確率（Main Vocal Hitomi）」(歌：blue drops)                                   | 岩里祐穂           | 古賀友彌           | 草野よしひろ            | 4:18  |
| 7.        | 「帰るから（Piano Version）」(歌：blue drops)                                           | 三浦誠司           | 糀谷拓土           | 水谷広実                | 4:44  |
| 8.        | 「SECOND（Main Vocal Hitomi）」(歌：blue drops)                                         | 三浦誠司           | Asu                | 梅堀淳                  | 4:30  |
| 9.        | 「そらとまぼろし（Main Vocal Hitomi）」(歌：blue drops)                                 | 只野菜摘           | 弥津亀渡実         | 宮原慶太                | 5:23  |
| 10.       | 「ERASE（Main Vocal Hitomi）」(歌：blue drops)                                          | 五戸力、BOUNCEBACK | 五戸力             | 川田瑠夏                | 4:10  |
| 11.       | 「always smiling〜そらのおとしもの〜（Main Vocal Hitomi）」(歌：blue drops)             | 橋本由香利         | 橋本由香利         | 橋本由香利              | 5:33  |
| 12.       | 「未来ヒコーキ」                                                                        | 三浦誠司           | 小林隆之           | 三浦誠司                | 3:21  |
| 13.       | 「君と空の下」                                                                          | 吉田仁美           | 古池孝浩           | 岡野祐次郎              | 4:44  |
| 14.       | 「エクレア」                                                                            | 白戸佑輔           | 白戸佑輔           | CORE                    | 4:21  |
| 15.       | 「スペクトル」                                                                          | 吉田仁美           | 白戸佑輔           | 草野よしひろ            | 4:18  |
| 16.       | 「Birthday Song for YOU」(ボーナス・トラック)                                           | 吉田仁美、村田隆行 | 吉田仁美、村田隆行 | 村田隆行                | 3:30  |
| 合計時間: | 合計時間:                                                                               | 合計時間:          | 合計時間:          | 合計時間:               | 70:04 |